# Anna-Halea Horbaci
Anna-Halea Horbaci (în ucraineană А́нна-Га́ля Горба́ч; născută Luțeak; n. 2 martie 1924, Brodina, România – d. 11 iunie 2011, Reichelsheim, Hessa, Germania), cunoscută în Germania ca Anna-Halja Horbatsch, a fost un critic literar ucrainean, traducătoare de literatură ucraineană în germană, editoare și personalitate publică și politică. A fost doctor în filozofie, membră a Uniunii Naționale a Scriitorilor din Ucraina⁠(d) (1993), membru corespondent al Societății științifice „Taras Șevcenko”⁠(d). A fost distinsă cu premiul literar „Ivan Franko”⁠(d) (1994). A fost o reprezentantă activă a Amnesty International și a diasporei ucrainene⁠(d).

## Biografie
Anna-Halea Horbaci s-a născut la 2 martie 1924 în satul Brodina din plasa Putila, județul Rădăuți, România – actualmente situat în comuna Izvoarele Sucevei, județul Suceava. Până în decembrie 1940 a frecventat o școală românească, apoi a continuat studiile în Germania.
Horbaci a participat activ la activitatea secției germane a Amnesty International. Ea s-a implicat în informarea comunității mondiale despre represiunile politice din Ucraina sovietică, numărându-se printre organizatorii campaniilor de protest în apărarea lui Vasîl Stus⁠(d), Ivan Svitlîcinîi, Mîkola Horbal⁠(d), Viaceslav Ciornovil⁠(d) și a altor prizonieri de conștiință ucraineni; a menținut o corespondență activă cu aceștia.

## Activitate literară
Horbaci a tradus în germană lucrări ale autorilor ucraineni Mîhailo Koțiubînskîi, Hnat Hotkevîci⁠(d), Vasîl Stus, Ievhen Sverstiuk, Valeri Marcenko, Ihor Kalîneț⁠(d), Valeri Șevciuk, Iurii Andruhovîci ș.a., în total aproximativ 50 de traduceri. Ea a editat și publicat în germană șase antologii de proză ucraineană, printre care câteva nuvele despre Cernobîl. A inițiat o serie de traduceri în germană a samvîdav-ului ucrainean. A publicat articole în germană și ucraineană despre relațiile literare ucraineano-germane și ucraineano-române.
Horbaci a scris cărțile „Mijloace stilistice epice ale dumelor cazace” (1950), „Olha Kobîleanska și cultura germană” (1967) și „Povești din Carpații ucraineni” (1975). A fost, de asemenea, editoare a 15 antologii ucrainene.
În 1995, împreună cu soțul ei Oleksa Horbaci, a fondat în Germania editura „Brodina” (Brodina Verlag), care a publicat și distribuit lucrări ale scriitorilor ucraineni. Soții Horbaci au contribuit la înființarea singurului departament de studii ucrainene din Germania – la Universitatea din Greifswald.
În ultimii ani de viață a publicat lucrările soțului ei, Oleksa Horbaci – în particular studiul acestuia „Argo în Ucraina”, apărut la Liov în 2006.
Anna-Halea Horbaci a locuit la Reichelsheim, Germania, unde a decedat la 11 iunie 2011.

## Operă (selecție)

### Traduceri în germană
- Blauer November: Ukrainische Erzähler unseres Jahrhunderts (antologie de proză), 1959, Heidelberg[8]
- Ein Brunnen für Durstige („Izvor pentru cei însetați” și alte povestiri ucrainene), 1970, Tübingen[8]
- Kalynets Ihor. Bilanz des Schweigens (poezii de Ihor Kalîneț), 1975, Darmstadt
- Hejfetz M. Sorokas Rosenstrauch (despre prizonieri politici ucraineni din lagărele de concentrare), 1984, Hamburg

### Publicații proprii
- „Timuș Hmelnițki în istoriografia și literatura română” în „Note științifice ale Institutului de Tehnică și Gospodărie din Ucraina”, 1969, vol. 19
- „Critica germană a samvîdav-ului ucrainean” în „Suceasnist”⁠(d), 1985, No. 7-8
- „Tema ucraineană în literatura germană”, Reichelsheim-Beerfurth, 1993
- „Să-mi dai o lăută de piatră: poezia ucraineană a secolului al douăzecilea”, 1996, Reichelsheim

## Premii și recunoaștere
Anna-Halea Horbaci a fost distinsă cu următoarele premii:
- Premiul internațional „Ivan Franko”⁠(d) al Uniunii Scriitorilor din Ucraina (1994)
- Ordinul Cneaghinei Olha⁠(d), gradul III (2006)[11]
- Ordinul de Merit al Republicii Federale Germania (2006)
- Premiul internațional de literatură și artă „Olena Teliga” (2009)[12]